# Điện ảnh Trung Á
Điện ảnh Trung Á (tiếng Nga: Кино Центральной Азии) là thuật ngữ gọi ngành công nghiệp Điện ảnh của 5 quốc gia nằm ở khu vực Trung Á, bao gồm: Kazakhstan, Kyrgyzstan, Tajikistan, Turkmenistan và Uzbekistan.

## Lịch sử hình thành và phát triển
- Điện ảnh Trung Á thuộc Liên Xô (1919 - 1987)
- Thời kỳ Làn sóng mới (1988 - 1992)
- Điện ảnh Trung Á độc lập (1992 đến nay)

### Kazakhstan
Trong thời kỳ Soviet, Kazakhstan được công nhận là trung tâm của nền điện ảnh vùng Trung Á, nơi khởi xướng trào lưu lãng mạn được gọi là Phong cách miền Đông.  Cũng tại Almaty - thủ đô trước đây của Kazakhstan - là nơi bắt đầu một trào lưu có tên gọi Làn sóng mới (thời kỳ perestroika), với mục đích đổi mới ngành  sản xuất phim ảnh theo hướng hiện đại hóa. Các bộ phim Kazakhstan từ ngày tuyên bố độc lập đến nay (1991) thường thiên về thể loại anh hùng ca lịch sử, chẳng hạn như Tulip của Sergey Dvortsevoy.

## Giải thưởng Điện ảnh
- Liên hoan phim Trung Á
- Liên hoan phim Quốc tế Tashkent